# MIX (fiktivní počítač)
MIX je hypotetický počítač, který vytvořil Donald Knuth pro potřeby knihy The Art of Computer Programming.
Programovacím jazykem tohoto fiktivního procesoru je assembler MIXAL.
V pozdějších vydáních knihy je MIX nahrazen RISCovou verzí nazvanou MMIX.

## Architektura
Počítač MIX pracuje s byty, které obsahují 6 bitů nebo dvě dekadické číslice. Každý byt může tedy reprezentovat buď jednu ze 64 hodnot (binární tvar) nebo jednu ze 100 hodnot (dekadický tvar).
Byty jsou sdruženy do slov o 5 bytech, každému slovu je přiřazen navíc bit znaménka.
Počítač má 9 pracovních registrů a paměť o velikosti 4000 slov.

## Emulátory
- Mixal – assembler a interpret
- GNU MDK